# Barthélémy Verdillon
Barthélemy Verdillon est un homme politique français né le 19 août 1782 à Marseille (Bouches-du-Rhône) et mort le 13 janvier 1851 à Marseille.

## Biographie
Adjoint au maire de Marseille, il est député des Bouches-du-Rhône en juin 1830 et siégeant dans la majorité soutenant la monarchie de Juillet. Son élection est invalidée et il ne se représente pas en octobre, lors de l'élection partielle.

## Sources
- « Barthélémy Verdillon », dans Adolphe Robert et Gaston Cougny, Dictionnaire des parlementaires français, Edgar Bourloton, 1889-1891 [détail de l’édition]